# Aquaman a ztracené království
Aquaman a ztracené království (v anglickém originále Aquaman and the Lost Kingdom) je americký akční film z roku 2023 režiséra Jamese Wana, natočený na motivy komiksů z vydavatelství DC Comics o stejnojmenné postavě. V titulní roli se představil Jason Momoa, v dalších rolích se objevili Amber Heardová, Patrick Wilson, Dolph Lundgren a Yahya Abdul-Mateen II. Jedná o sequel filmu Aquaman a zároveň patnáctý a poslední snímek série DC Extended Universe.
Natáčení bylo zahájeno v červnu 2021 v Londýně. Do amerických kin byl uveden 22. prosince 2023.